# GNG2
La subunidad gamma-2 de la proteína de unión a nucleótidos de guanina G(I) / G(S) / G(O) es una proteína que en los seres humanos está codificada por el gen GNG2 .
Las proteínas G heterotriméricas juegan un papel vital en las respuestas celulares a señales externas. La especificidad de una interacción proteína G-receptor está mediada principalmente por la subunidad gamma.

## Función
Las proteínas de unión a nucleótidos de guanina (proteínas G) participan como moduladores o transductores en varios sistemas de señalización transmembrana. Las cadenas beta y gamma son necesarias para la actividad GTPasa, para la sustitución de GDP por GTP y para la interacción proteína G-efectora.